# ファーンバラ男爵

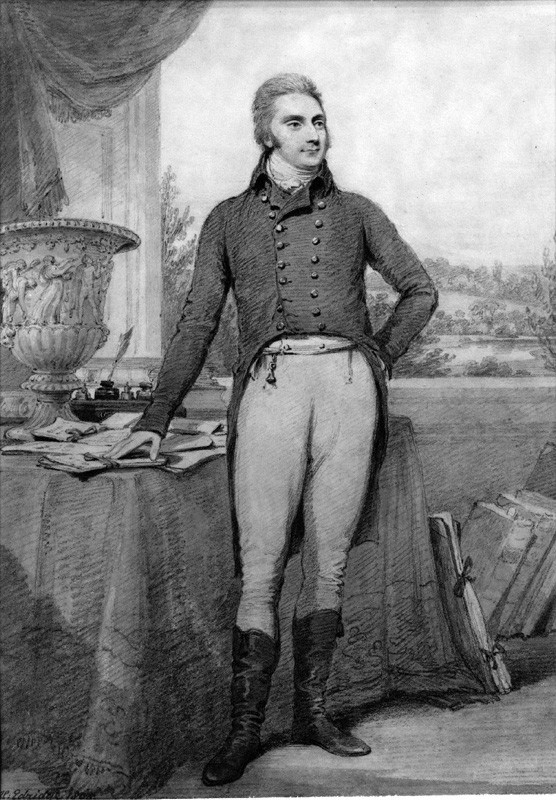
初代ファーンバラ男爵チャールズ・ロング

ファーンバラ男爵（ファーンバラだんしゃく、英語: Baron Farnborough）は、連合王国貴族の爵位で、2度創設された。
トーリー党の政治家で庶民院議員、枢密顧問官、アイルランド担当次官、陸軍支払長官を歴任したチャールズ・ロングは、1826年7月8日にケント州におけるブロムリー・ヒル・プレイスのファーンバラ男爵（Baron Farnborough of Bromley Hill Place, co. Kent）に叙された。しかし、後継者を残さず1838年1月17日に死去したため、爵位は一代で廃絶した。
憲法学者、庶民院書記官で著作『議会の法、特権、手続と慣習に関する論』（A Treatise upon the Law, Privileges, Proceedings and Usage of Parliament）で知られるトマス・アースキン・メイは、1886年5月11日にサウサンプトン州におけるファーンバラのファーンバラ男爵（Baron Farnborough, of Farnborough, co. Southampton）に叙された。しかし、そのわずか1週間後の1886年5月17日に死去し、爵位は一代で廃絶した。爵位創設から廃絶までが7日間という記録は、1日で廃絶したレイトン男爵（1896年）についで2番目の短さである。

## ファーンバラ男爵（1826年）
- 初代ファーンバラ男爵チャールズ・ロング（英語版）（1760年 - 1838年）

## ファーンバラ男爵（1886年）

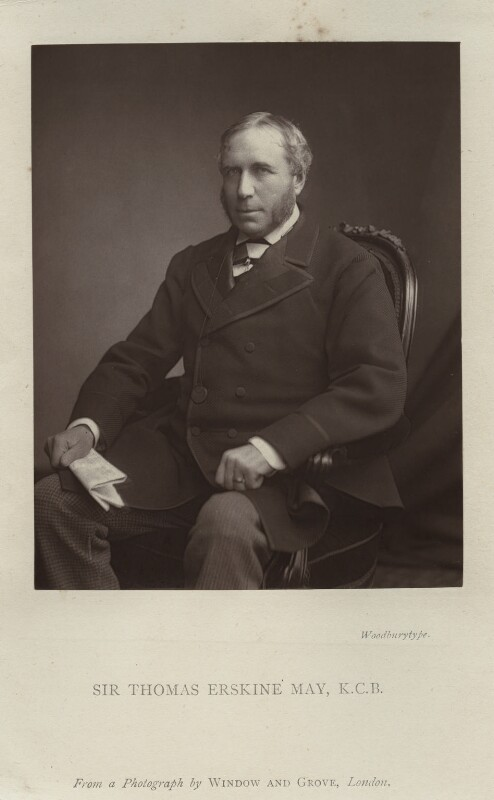
初代ファーンバラ男爵トマス・アースキン・メイ

- 初代ファーンバラ男爵トマス・アースキン・メイ（1815年 - 1886年）